# Philadelphia Centennials
O Philadelphia Centennials de 1875 foi uma equipe de beisebol com pouca duração de existência, membro da National Association. Venceram 2 jogos, perderam 12 e não terminaram a temporada. Suas partidas em casa eram jogadas no Centennial Grounds.
Os Centennials eram treinados pelo infielder Bill Craver, que também foi um de seus melhores rebatedores (27,7% de aproveitamento ao bastão). O arremessador George Bechtel (2-12, ERA de 3.93) liderou o time em aproveitamento ao bastão com 27,9%, 7 RBIs, 12 corridas e 5 duplas.